# Calibrachoa longistyla
Calibrachoa longistyla är en potatisväxtart som beskrevs av João Renato Stehmann och Greppi. Calibrachoa longistyla ingår i släktet Calibrachoa och familjen potatisväxter. Inga underarter finns listade i Catalogue of Life.